# Sass Queder
Sass Queder je 3065 m vysoký vrchol ve švýcarském kantonu Graubünden, který patří do horské skupiny Bernina. Nachází se nedaleko horní stanice lanovky Diavolezza, a proto je navzdory své výšce snadným cílem pěší turistiky.

## Poloha a okolí
Přestože se jedná o třítisícový vrchol, je Sass Queder poměrně nenápadný, což je dáno především mnohem výraznějšímiokolními horami skupiny Bernina, především Piz Bernina (4049 m) a Piz Palü (3900 m), na které vede přístupová trasa pod Sass Quederem. Přímými sousedy vrcholu jsou Piz Trovat (3145 m n. m.) na jihu, který je zároveň referenční horou pro dominantu, a Munt Pers (3206 m n. m.) na severozápadě, oddělený sedlem Diavolezza.
Sass Queder se nachází na území obce Pontresina. Na severu se hory svažují k údolí Val Bernina a průsmyku Bernina, kousek na jihu se nachází ledovec Pers. Lyžařský areál Diavolezza se rozkládá přímo pod horou, lyžařský vlek končí a některé sjezdovky začínají na svazích Sass Queder.
Díky této poloze se z vrcholu naskýtá nádherný výhled jak na skupinu Bernina, tak na údolí Val Bernina a Valtellina.

## Přístup
Na vrchol Sass Queder lze snadno vystoupit po značené turistické stezce od horní stanice lanovky Diavolezza a horské chaty, která je k ní připojena. Túra, která je vhodná i pro rodiny s dětmi, vede na vrchol v délce necelé 2 kilometry a s převýšením pouhých 93 výškových metrů a patří tak do kategorie (velmi) snadných třítisícovek. Na vrcholu se kromě několika kamenných mužíků nachází také nejvýše položené ohniště v Evropě, na kterém lze pořádat grilování. Výstup na Sass Queder lze snadno kombinovat s okolními vrcholy Munt Pers nebo Piz Trovat nebo se sestupem do údolí. Je možné na něj vystoupit i v zimě. Na vrchol se můžete dostat po sjezdovce a cestě speciálně upravené pro pěší turisty.